# Lijst van voetbalstadions in Madagaskar
Dit is een lijst van voetbalstadions in Madagaskar, gerangschikt in volgorde van capaciteit.

## Huidige stadions van betaaldvoetbalclubs
| Nr. | Foto | Stadion                  | Capaciteit | Plaats       | Bespeler | Opening |
| --- | ---- | ------------------------ | ---------- | ------------ | --- | ------- |
| 1   |      | Mahamasina Stadion       | 22.000     | Antananarivo | AS Adema Ajesaia FC BFV Dinamo Fima DSA Antananarivo AS Saint Michel BTM Antananarivo COSFAP Antananarivo USCA Foot US Fonctionnaires | –       |
| 2   |      | Barikadimystadion        | 20.000     | Toamasina    | AS Fortior MMM Toamasina | –       |
| 3   |      | Stade Olympique l'Emyrne | 15.000     | Antananarivo | SO l'Emyrne | –       |
| 4   |      | Rabemananjarastadion     | 10.000     | Mahajanga    | Tana FC Formation | –       |
| 5   |      | Stade de Malacam         | 10.000     | Antananarivo | 3FB Toliara | –       |
| 6   |      | Stade Maître Kira        | 5.000      | Toliara      | AS Somasud | –       |
| 7   |      | Stade Vélodrome          | 5.000      | Antsirabe    | Japan Actuel's FC | –       |
| 8   |      | Stade de Toamasina       | 2.500      | Toamasina    | CNaPS Sport Ecoredipharm | –       |